# خلية حيوانية

الخلية الحيوانية

الخلية الحيوانية تعدّ الوحدة البنائية لأجسام الحيوانات والإنسان، ومشكلتها انها تفتقر للجدار السميك الذي يحميها فهى ليست كالخلية النباتية، لها العديد من الأشكال، ففي جسم الإنسان البالغ وحده يوجد 210 نوع من الخلايا.
محتويات الخلية الحيوانية
- غشاء بلازمي : هو الغشاء المحيط بالخلية ويعمل علي حمايتها.
- سيتوبلازم : هو السائل الذي يحتوي محتويات الخلية ويعمل علي حمايتها وأمدادها بالغذاء.
- نواة : وهي التي تحتوي على العوامل الوراثية والكروموسومات.
- ميتوكندريا : وهي المسؤولة عن نشاط الخلية.
- شبكة أندوبلازمية : وهي المسؤولة عن الأتصال بين جميع مكونات الخلية.
- جهاز جولجي.
- جسم مركزي.
- فجوة عصارية.

## اقرأ أيضا
- خلية حية
- فيزيولوجيا الخلية
- تجزيء خلوي